# Coppa di Siria
La Coppa di Siria (in arabo كأس السوبر السوري‎?) è la principale competizione calcistica siriana per club a eliminazione diretta, organizzata dalla Federazione calcistica della Siria. Si svolge dal 1959.

## Albo d'oro
| Stagione  | Vincitore         | Risultato           | Finalista         |
| --------- | ----------------- | ------------------- | ----------------- |
| 1959-60   | Al Jaish          | non disputata       | Orouba            |
| 1960-61   | Al-Majd           | 2-0                 | Al-Ittihad Aleppo |
| 1961-62   | Ommal Rmelan      | 2-0                 | Al-Shorta         |
| 1962-1963 | non disputata     | non disputata       | non disputata     |
| 1963-64   | Al-Yarmouk Aleppo | 3-2                 | Al-Majd           |
| 1964-65   | Al-Ittihad Aleppo | 4-1                 | Barada            |
| 1965-66   | Al-Shorta         | 1-0                 | Al-Yarmouk Aleppo |
| 1966-67   | Al Jaish          | 5-0 / 2-1           | Al-Ittihad Aleppo |
| 1967-68   | Al-Shorta         | 1-0                 | Al-Yarmouk Aleppo |
| 1968-69   | Ommal Rmelan      | 2-1                 | Al-Shorta         |
| 1969-70   | Ommal al-Maghazel | 3-1                 | Al-Jazeera        |
| 1971-1972 | non disputata     | non disputata       | non disputata     |
| 1972-73   | Al-Ittihad Aleppo | 1-0                 | Tishrin           |
| 1974-1977 | non disputata     | non disputata       | non disputata     |
| 1977-78   | Al-Majd           | 4-1                 | Tishrin           |
| 1978-1979 | non disputata     | non disputata       | non disputata     |
| 1979-80   | Al-Shorta         | 1-0                 | Al-Fotuwa         |
| 1980-81   | Al-Shorta         | 1-0                 | Al-Fotuwa         |
| 1981-82   | Al-Ittihad Aleppo | 2-0                 | Al-Fotuwa         |
| 1982-83   | Al-Karamah        | 2-1                 | Al-Fotuwa         |
| 1983-84   | Al-Ittihad Aleppo | 1-0                 | Al-Wahda          |
| 1984-85   | Al-Ittihad Aleppo | 1-0                 | Al-Fotuwa         |
| 1985-86   | Al Jaish          | 2-1                 | Al-Ittihad Aleppo |
| 1986-87   | Al-Karamah        | 2-1                 | Hutteen           |
| 1987-88   | Al-Fotuwa         | 1-0                 | Tishrin           |
| 1988-89   | Al-Fotuwa         | 2-0                 | Al-Ittihad Aleppo |
| 1989-90   | Al-Fotuwa         | 1-0                 | Al-Karamah        |
| 1990-91   | Al-Fotuwa         | 1-0                 | Al-Yaqdhah        |
| 1991-92   | Hurriyya          | 1-0                 | Al-Ittihad Aleppo |
| 1992-93   | Al-Wahda          | 4-0                 | Hutteen           |
| 1993-94   | Al-Ittihad Aleppo | 1-1 (dts) (4-3 dtr) | Jableh            |
| 1994-95   | Al-Karamah        | 3-0                 | Hutteen           |
| 1995-96   | Al-Karamah        | 3-0                 | Jableh            |
| 1996-97   | Al Jaish          | 2-0                 | Jableh            |
| 1997-98   | Al Jaish          | 5-2                 | Al-Karamah        |
| 1998-99   | Jableh            | 2-2 (dts) (3-0 dtr) | Hutteen           |
| 1999-00   | Al Jaish          | 4-1                 | Jableh            |
| 2000-01   | Hutteen           | 1-0                 | Al Jaish          |
| 2001-02   | Al Jaish          | 3-0                 | Jableh            |
| 2002-03   | Al-Wahda          | 5-3                 | Al-Ittihad Aleppo |
| 2003-04   | Al Jaish          | 0-0 (dts) (4-2 dtr) | Tishrin           |
| 2004-05   | Al-Ittihad Aleppo | 3-1                 | Al-Majd           |
| 2005-06   | Al-Ittihad Aleppo | 3-0                 | Tishrin           |
| 2006-07   | Al-Karamah        | 2-1                 | Taliya            |
| 2007-08   | Al-Karamah        | 1-0                 | Al-Ittihad Aleppo |
| 2008-09   | Al-Karamah        | 3-1                 | [Al-Majd          |
| 2009-10   | Al-Karamah        | 1-1 (dts) (4-3 dtr) | Nawair            |
| 2010-11   | Al-Ittihad Aleppo | 3-1                 | Al-Wathba         |
| 2011-12   | Al-Wahda          | d'ufficio           |                   |
| 2012-13   | Al-Wahda          | 1-0 (dts)           | Al Jaish          |
| 2013-14   | Al Jaish          | 0-0 (dts) (4-3 dtr) | Musfat Banyas     |
| 2014-15   | Al-Wahda          | 2-0                 | Al-Shorta         |
| 2015-16   | Al-Wahda          | 1-0                 | Al Jaish          |
| 2016-17   | Al-Wahda          | 2-1                 | Al-Karamah        |
| 2017-18   | Al Jaish          | 2-0                 | Al-Shorta         |
| 2018-19   | Al-Wathba         | 1-1 (dts) (7-6 dtr) | Al-Taliya         |
| 2019-20   | Al-Wahda          | 3-1                 | Al-Majd           |
| 2020-21   | Jableh            | 0-0 (dts) (6-5 dtr) | Hutteen           |
| 2021-22   | Al-Ittihad Aleppo | 0-0 (dts) (4-3 dtr) | Al-Wathba         |
| 2022-23   | Tishrin           | 1-0                 | Al-Wahda          |
| 2023-24   | Al-Fotuwa         | 0-0 (dts) (5-4 dtr) | Al-Wahda          |

## Statistiche

### Vittorie per squadra
| Squadra           | Vittorie | Finali perse | Anni vittorie                                              |
| ----------------- | -------- | ------------ | ---------------------------------------------------------- |
| Al-Ittihad Aleppo | 10       | 7            | 1965, 1973, 1982, 1984, 1985, 1994, 2005, 2006, 2011, 2022 |
| Al Jaish          | 9        | 3            | 1967, 1986, 1997, 1998, 2000, 2002, 2004, 2014, 2018       |
| Al-Karamah        | 8        | 3            | 1983, 1987, 1995, 1996, 2007, 2008, 2009, 2010             |
| Al-Wahda          | 8        | 1            | 1993, 2003, 2012, 2013, 2015, 2016, 2017, 2020             |
| Al-Fotuwa         | 4        | 5            | 1988, 1989, 1990, 1991                                     |
| Al-Shorta         | 4        | 4            | 1966, 1968, 1980, 1981                                     |
| Jableh            | 2        | 5            | 1999, 2021                                                 |
| Al-Majd           | 2        | 4            | 1961, 1978                                                 |
| Ommal Rmelan SC   | 2        | 0            | 1962, 1969                                                 |
| Hutteen           | 1        | 5            | 2001                                                       |
| Al-Yarmouk Aleppo | 1        | 2            | 1964                                                       |
| Al-Wathba         | 1        | 2            | 2019                                                       |
| Tishrin           | 1        | 0            | 2023                                                       |
| Hurriyya          | 1        | 0            | 1992                                                       |
| Ommal al-Maghazel | 1        | 0            | 1970                                                       |

### Vittorie per città
| Città       | Vittorie | Squadre                                                                       |
| ----------- | -------- | ----------------------------------------------------------------------------- |
| Damasco     | 24       | Al Jaish (9), Al-Wahda (8), Al-Shorta (4), Al-Majd (2), Ommal al-Maghazel (1) |
| Aleppo      | 12       | Al-Ittihad Aleppo (10), Hurriyya (1), Al-Yarmouk Aleppo (1)                   |
| Homs        | 9        | Al-Karamah (8), Al-Wathba (1)                                                 |
| Deir ez-Zor | 5        | Al-Fotuwa (5)                                                                 |
| Jableh      | 2        | Jableh SC (2)                                                                 |
| Laodicea    | 2        | Hutteen (1), Tishrin (1)                                                      |
| Rmelan      | 2        | Ommal Rmelan SC (2)                                                           |